# ルンド
ルンド（スウェーデン語: Lund [ˈlɵnːd] ( 音声ファイル)）は、スウェーデン南部、スコーネ県（スコーネ）の都市。スコーネで最大の都市マルメの北東に位置する。人口は約9万4千人。
990年ごろ興された。ルンド大聖堂やルンド大学で知られる。大学の職員と大学生が人口の4割ほどを占め、大学の都市と呼ばれる。

## 地理
- エーレスンド海峡(デンマークとスウェーデンの国境)まで10km弱
- マルメ(同国第3の都市)まで15km
- ヨーテボリ(同国第2の都市)まで250km
- ストックホルム(首都)まで600km
- ウメオ(同国北部の最大都市)まで1200km

## 産業
ソニーモバイルコミュニケーションズ、エリクソンなどのハイテク産業、また電気通信関係の会社が多い。ガンブロとアストラゼネカもある。エキスパート・メーカーはスウェーデン全土で使われている高機能検索エンジンを提供している。
熱交換器と遠心分離器の分野で世界的なシェアを誇るアルファ・ラバル、紙パックのメーカーとして世界的に有名なテトラパックなども、ルンドが本社所在地である。

## 人口
2017年時点で市民の18.8%が外国出身だった。
人口の半分近くがルンド大学の学生である。
| 年   | 人口   |
| ---- | ------ |
| 1960 | 39 568 |
| 1965 | 45 043 |
| 1970 | 52 359 |
| 1975 | 55 047 |
| 1980 | 55 130 |
| 1990 | 62 909 |
| 1995 | 71 450 |
| 2000 | 73 840 |
| 2005 | 76 188 |
| 2010 | 82 476 |
| 2015 | 87 244 |
| 2020 | 94 393 |

## 教育
- ルンド大学
  - ルンド大学植物園

## 出身者
- アキラ・コラサニ：総合格闘家
- マックス・フォン・シドー：俳優
- ザ・レディオ・デプト：オルタナティヴ・ロックバンド
- アクスウェル:DJ、音楽プロデューサー

## 姉妹都市
- ヴィボー、デンマーク
- ハーマル、ノルウェー
- ポルヴォー、フィンランド
- ダールヴィーク、アイスランド
- ヌヴェール、フランス
- レオン、ニカラグア
- グライフスヴァルト、ドイツ
- ザブジェ、ポーランド

## ギャラリー
- スコーネ県内でのルンドの位置
- ルンド大学のメインビル
- ルンド大聖堂
- 植物園の温室でのインテリア ルンド / スウェーデン 2007。